# Valeria (stolica tytularna)
Valeria (łac. Dioecesis Valariensis) – stolica historycznej diecezji w Hiszpanii istejącej między V a VIII wiekiem, sufragania metropolii Toledo. Współczesne miasto Las Valeras. 
Obecnie katolickie biskupstwo tytularne ustanowione przez Pawła VI w 1969.

## Biskupi tytularni
| Lp. | Biskup                    | Funkcja                               | Od            | Do             |
| --- | ------------------------- | ------------------------------------- | ------------- | -------------- |
| 1   | Antonio Lloren Mabutas    | arcybiskup koadiutor Davao (Filipiny) | 25 lipca 1970 | 9 grudnia 1972 |
| 2   | Hugolino Cerasuolo Stacey | biskup pomocniczy Guayaquil (Ekwador) | 30 maja 1975  | 2 maja 1985    |
| 3   | Francesco Canalini        | nuncjusz apostolski                   | 28 maja 1986  |                |